# Aykut Öztürk
Aykut Öztürk (* 7. November 1987 in Ehringshausen) ist ein ehemaliger deutsch-türkischer Fußballspieler. 

## Karriere
In der Jugend spielte Öztürk für den VfB Gießen und den VfB Asslar. In der Saison 2006/07 wurde er mit 32 erzielten Toren für den VfB Asslar Landesliga-Torschützenkönig. Im Sommer 2007 wechselte er zum SV Wehen Wiesbaden und spielte zunächst in der zweiten Mannschaft. Sein Profidebüt in der 2. Bundesliga gab er am 18. Mai 2008, als er beim 2:0-Auswärtserfolg gegen den SC Freiburg in der 86. Minute eingewechselt wurde.
Nach der Saison 2009/10 wechselte Öztürk in die türkische Süper Lig zu Konyaspor. Da der Verein seiner Zahlungsverpflichtung nicht nachkam, wurde der Vertrag im August 2010 wieder aufgelöst. Er unterschrieb im September desselben Jahres einen Vertrag beim Drittligisten FC Carl Zeiss Jena. Allerdings verweigerte der Thüringer Fußballverband die Spielberechtigung aufgrund des Auflösungsvertrages mit dem SV Wehen Wiesbaden. Dieser war an die Bedingung eines vollzogenen Vereinswechsels ausschließlich zu dem türkischen Verein Konyaspor gebunden. Da der Wechsel in die Türkei nicht zu Stande kam, blieb der Vertrag mit Wiesbaden bestehen und ein Wechsel nach Jena konnte nicht erfolgen.
Ende Januar 2011 hingegen war der FC Carl Zeiss mit dem neuen Anlauf erfolgreich und konnte Öztürk verpflichten. Im ersten Pflichtspiel, einem Heimspiel gegen den SV Sandhausen, wurde er von Trainer Wolfgang Frank in der 59. Minute eingewechselt. Nur sieben Sekunden Spielzeit später erzielte Öztürk mit seinem ersten Ballkontakt das zwischenzeitliche 2:0.
Am 20. Mai 2011 unterschrieb er einen Vertrag mit dem SV Sandhausen. Bei den Kurpfälzern war er in der Saison 2011/12 Ergänzungsspieler und kam regelmäßig zum Einsatz. Am Ende gewann das Team die Meisterschaft in der 3. Liga und schaffte den Aufstieg in die 2. Bundesliga. Zur Saison 2012/13 wechselte Öztürk zum FC Rot-Weiß Erfurt.
Anfang Februar 2014 wechselte Öztürk in die türkische Süper Lig zum zentralanatolischen Vertreter Sivasspor. Im Sommer 2014 verließ er Sivasspor wieder.
Nach einem halben Jahr ohne Verein wurde Öztürk im Januar 2015 vom Drittligisten SSV Jahn Regensburg verpflichtet. Im Juli 2015 wechselte Öztürk in die Regionalliga Nordost zum FSV Zwickau. Mit den Westsachsen wurde er in der Saison 2015/16 Meister und stieg in die 3. Liga auf. Öztürk zog sich allerdings im Saisonendspurt einen Kreuzbandriss zu und fehlte verletzungsbedingt bis zum Frühjahr 2017. Sein Comeback gab er am 5. Februar 2017 beim 1:1 gegen den 1. FC Magdeburg. Bis zum Saisonende kam er noch auf 14 Einsätze.
Zur Saison 2018/19 wechselte Öztürk zu Yeni Orduspor Kulübü in die 4. Türkische Liga. Im Juli 2019 bis 2022 wurde er vom FC Gießen verpflichtet. 
2022 beendete er seine Karriere als Spieler. Seit 2023 arbeitet er als Co-Trainer beim FC TuBa Pohlheim.

## Erfolge
- Aufstieg in die 2. Bundesliga 2012 mit dem SV Sandhausen
- Aufstieg in die 3. Bundesliga 2016 mit dem FSV Zwickau